# Abschied der Auswanderer
Abschied der Auswanderer, auch Aufbruch der Auswanderer, ist der Titel eines Genrebildes von Christian Ludwig Bokelmann aus dem Jahr 1882. Im erzählerischen Stil der Düsseldorfer Malerschule zeigt es eine Abschiedsszene von deutschen Auswanderern nach Nordamerika.

## Beschreibung und Bedeutung
An einem grauen Herbstmorgen verabschiedet sich eine Gruppe von Auswanderern von ihren Angehörigen und Nachbarn. Die figurenreiche Abschiedsszene spielt im Innenhof eines rheinischen Bauernhofs, den die Kunsthistorikerin Irene Markowitz als den Düpkeshof in Düsseldorf-Flingern identifizierte und den der Maler schon für das 1881 entstandene Gemälde Eine Verhaftung als Bildkulisse gewählt hatte. Der Hof, dessen Tristesse durch einen Dunghaufen mit morscher, weggeworfener Stalltür verstärkt wird und der so von einem bescheidenen Leben seiner Bewohner zeugt, erhält durch einen Torbogen im Bildzentrum eine Tiefenperspektive. Darin ist ein Karren dargestellt, auf dem Auswanderer mit ihrem Gepäck zur Abfahrt bereitsitzen. Im Dunst des Morgengrauens zeichnet sich die Silhouette eines Kirchturms ab.

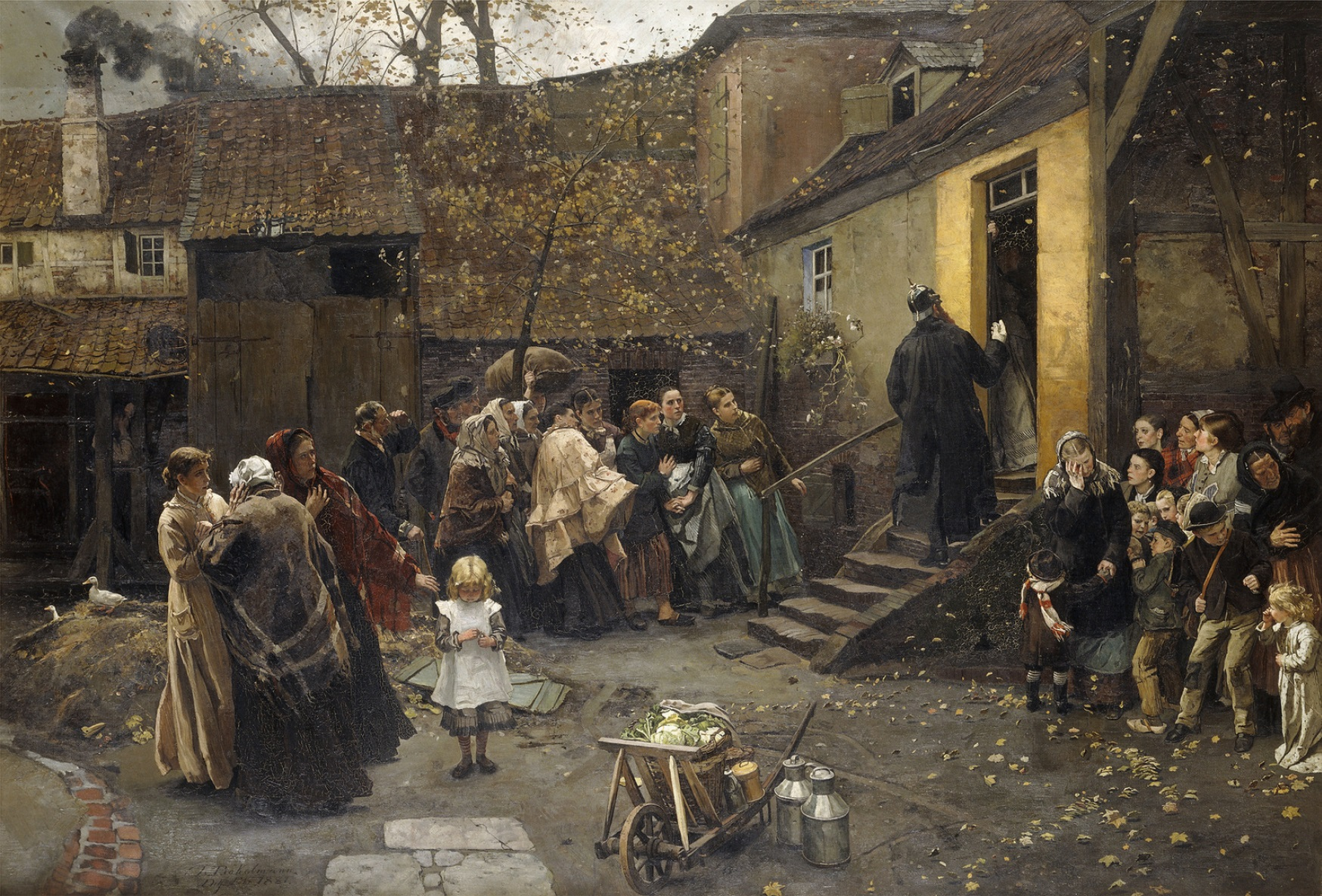
Eine Verhaftung, 1881

Der herbstlichen Naturstimmung, die der Maler besonders durch einen sich entlaubenden Hofbaum zum Ausdruck bringt, entspricht die gedrückte Abschiedsstimmung in Mimik und Gestik der Figuren. Mit Ausnahme eines Herrn mit Pfeife, der in einen vornehmen bürgerlichen Gehrock gekleidet ist und das Geschehen nüchtern beobachtet, weist die schlichte Kleidung alle Personen als einfache Leute aus. Vorne rechts liebkost eine Großmutter ihren Enkelsohn ein letztes Mal. Etwas verlegen schaut dieser den Betrachter an, während seine Eltern und sein älterer Bruder ihre Blicke traurig senken. Ein Mädchen im Nachtkleid auf der Türschwelle rechts, vielleicht eine zurückbleibende Tochter, scheint den Ernst der Situation kaum zu begreifen. Eine Frau im Innern des Hauses hinter ihr wischt sich eine Träne der Rührung von der Wange. Auch eine ältere Frau, die links vor einem Scheunentor steht, führt ein Taschentuch zum Gesicht, während Angehörige und Nachbarn an ihrer Trauer Anteil nehmen. Einen letzten Blick in ihre alte Wohnung wirft ein Ehepaar, während ihre Tochter die gehbehinderte Großmutter zur Treppe hinabgeleitet. Zum Zeichen der Abreise haben die Auswanderer ihre Bündel geschnürt und Taschen gepackt. Aus einem Keller trägt ein Mann noch eine Reisekiste heran. Etwas Zuversicht deutet sich durch ein grüßendes Ehepaar auf dem Karren an.

## Entstehung und Rezeption

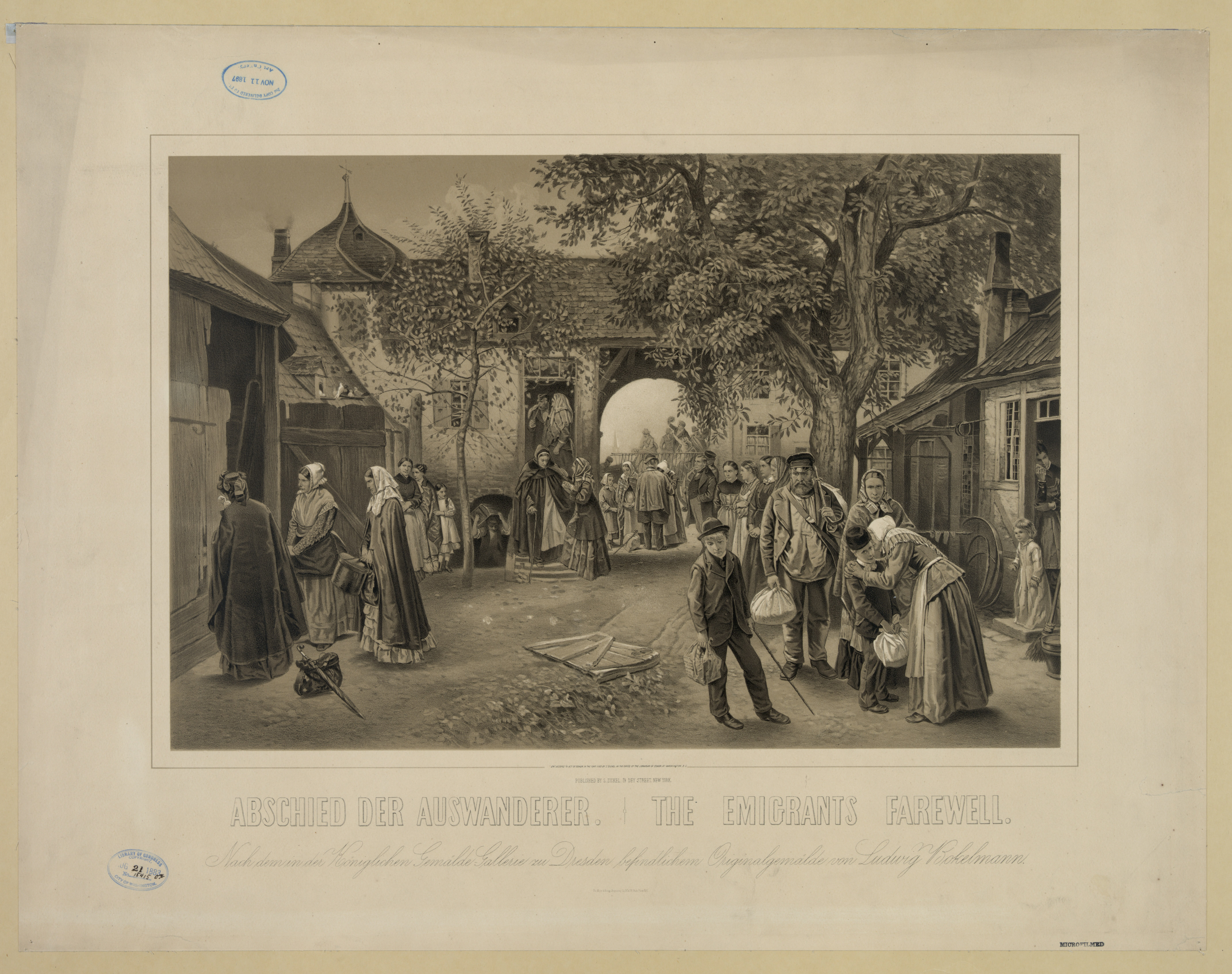
Abschied der Auswanderer (The Emigrants’ Farewell), 1883, Lithografie, Major & Knapp Engraving, Manufacturing & Lithographic Co., New York City

Der Genremaler Christian Ludwig Bokelmann schuf das Gemälde 1882 auf der Grundlage von Vorarbeiten und Detailstudien. Eine Studie (Leinwand, 18 × 27 cm), die sich in der Sammlung des Museums Kunstpalast befindet, zeigt gegenüber dem ausgeführten Gemälde eine noch stärkere Tendenz zur Monochromie in grauen Tönen. Auch ist im Vordergrund dieser Skizze auf einem Karren eine Kindergruppe neben einem großen Dunghaufen mit Enten dargestellt. Auf diese Darstellungen verzichtete der Maler bei der Ausführung seines Bildes.
In der Tradition der Düsseldorfer Malerschule, insbesondere in der Nachfolge seiner Lehrer Ludwig Knaus und Wilhelm Sohn, stellte Bokelmann seine Figuren in einer psychologisierenden Bandbreite menschlichen Verhaltens und in ethnografisch korrektem Detailrealismus dar, um den erzählerischen Gehalt seiner Darstellung zu bereichern und glaubhaft zu machen. Das Bild reiht sich ein in eine „Armeleute- und Totenmalerei“, die sich im 19. Jahrhundert aus der Tendenzmalerei des Vormärz entwickelt hatte. Im Unterschied zu motivischen Vorbildern aus der Düsseldorfer Schule, etwa dem Gemälde Die Auswanderer von Carl Wilhelm Hübner aus dem Jahr 1846, klingt bei diesem Bild Gesellschaftskritik an zeitgenössischen Auswanderungswellen allerdings nur beiläufig an. Bokelmann verstand sich nach dem Urteil des Kunsthistorikers Adolf Rosenberg als unabhängiger Beobachter und Maler von Grundstimmungen des gesellschaftlichen Lebens, des „psychologischen Moments“.
1882 erwarb die Gemäldegalerie Dresden das Bild für 17.000 Mark. Druckgrafische Reproduktionen des Gemäldes erschienen 1883 bei Major & Knapp Engraving, Manufacturing & Lithographic Co. in New York City und 1884 in der Zeitschrift Über Land und Meer.